# Valaciklovir

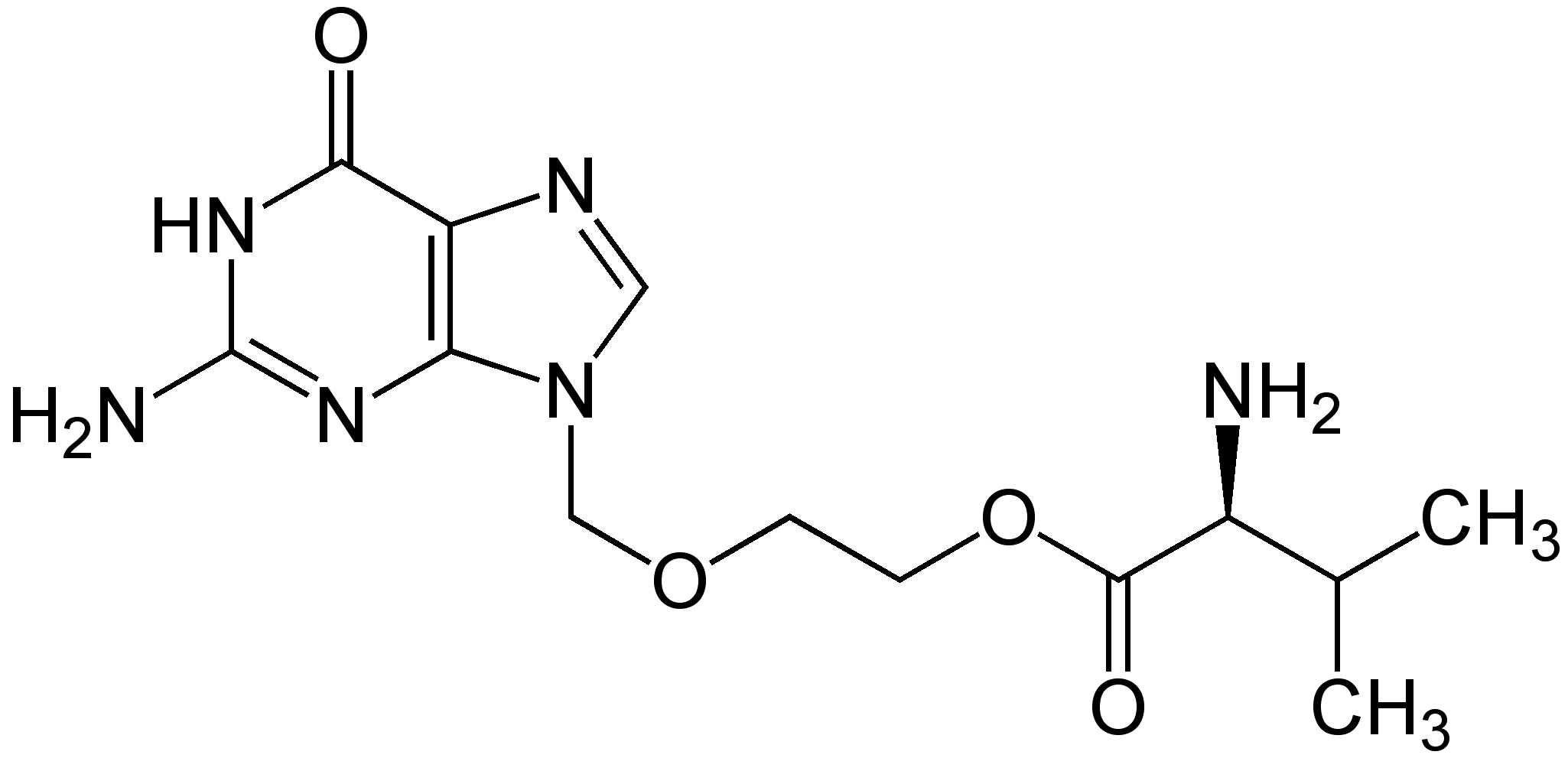
Strukturformel

Valaciklovir är ett antiviralt läkemedel som är effektivt mot herpesvirus. Det botar inte herpesinfektioner, men hindrar virusets förmåga att föröka sig. Valaciklovir används mot infektioner i hud och slemhinnor orsakade av herpes simplex-virus eller mot bältros (herpes zoster), samt även för att förebygga utbrott av återkommande herpesinfektioner samt för att förebygga reaktivering av infektioner orsakade av cytomegalovirus (CMV) efter hjärt- eller njurtransplantation. Ibland används läkemedlet även för andra ändamål. 

## Biverkningar
De biverkningar som valaciklovir kan orsaka inkluderar följande: huvudvärk, orolig mage, kräkningar, diarré eller lös avföring, förstoppning, klåda, hudutslag, förvirring, gulnad av ögon eller hud, feber och blod i urinen.